# Direction des unités anti-terrorisme (Tunisie)
 (juillet 2020).
Si vous disposez d'ouvrages ou d'articles de référence ou si vous connaissez des sites web de qualité traitant du thème abordé ici, merci de compléter l'article en donnant les références utiles à sa vérifiabilité et en les liant à la section « Notes et références ».
La direction des unités anti-terrorisme est une structure opérationnelle dirigeant les trois brigades d'interventions de la police tunisienne, destinées à la lutte contre les menaces armées. Elle est fondée en août 2007.

## Histoire
Après le fiasco de l'intervention de la police lors de la fusillade de Soliman en 2006-2007, le ministère de l'Intérieur est réformé en août 2007.
L'unité des commandos de la sûreté nationale ainsi que l'unité d'intervention rapide de la sûreté nationale sont fusionnées pour créer la Brigade nationale d'intervention rapide (BNIR). Par ailleurs, les artificiers et démineurs de la Brigade antiterrorisme (BAT) sont détachés pour créer une brigade indépendante, la Brigade nationale de détection et de neutralisation d'explosifs (BNDNE). Une nouvelle structure est ainsi formée à partir de ces trois brigades (BAT, BNIR et BNDNE) au sein de la direction générale des unités d'intervention de la sûreté nationale : la direction des unités anti-terrorisme.

## Missions
La direction des unités anti-terrorisme coordonne et commande les groupes d'intervention suivants :
- BAT : unité spéciale et nationale de la sûreté nationale ;
- BNIR : unité spéciale et régionale de commandos d'intervention rapide de la sûreté nationale ;
- BNDNE : unité régionale d'intervention rapide d'artificiers et experts en déminage.

## Directeurs
- Colonel Moncef Krifa : 2007-2011
- Colonel Samir Tarhouni : 2011-2013
- Colonel-major Mohamed Maali : 2013-2019
- Colonel-major Skander Hizabri : depuis 2019

## Financement
L'État tunisien, qui finance au titre de ses activités régaliennes la lutte contre le terrorisme, encourage également les dons des particuliers en 2016 à destination d'un Fonds de lutte contre le terrorisme.